# Selección de voleibol de Suiza
La Selección de voleibol de Suiza es el equipo masculino de voleibol representativo de Suiza en las competiciones internacionales organizadas por la Confederación Europea de Voleibol (CEV), la Federación Internacional de Voleibol (FIVB) o el Comité Olímpico Internacional (COI). La organización de la selección está a cargo de la Swiss Volley. 

## Historia
En su historia la selección de Suiza tan sólo ha conseguido clasificarse por el campeonato europeo de 1971 organizado en Italia, acabando en último lugar el Grupo D disputado en Milán por detrás de la  República Democrática Alemana, de Bulgaria y de Suecia en cuanto fue derrotada por 3-0 en cada partido. En la liguilla por los puesto entre el 18º y el 22º terminó en segundo lugar, 19º final, con 3 victorias (ante Dinamarca, Escocia y Austria) y 1 derrota (por mano de Grecia).
Actualmente no participa en ninguna competición europea o internacional y tampoco es incluida en el ranking de la FIVB.

## Historial
| Juegos Olímpicos      |
| --------------------- |
| - Sin participaciones |

| Campeonato Mundial    |
| --------------------- |
| - Sin participaciones |

| Liga Mundial          |
| --------------------- |
| - Sin participaciones |

| \| - 1948: No clasificada - 1950: No clasificada - 1951: No clasificada - 1955: No clasificada - 1958: No clasificada - 1963: No clasificada - 1967: No clasificada - 1971: 19º \| - 1975: No clasificada - 1977: No clasificada - 1979: No clasificada - 1981: No clasificada - 1983: No clasificada - 1985: No clasificada - 1987: No clasificada - 1989: No clasificada \| - 1991: No clasificada - 1993: No clasificada - 1995: No clasificada - 1997: No clasificada - 1999: No clasificada - 2001: No clasificada - 2003: No clasificada - / 2005: No clasificada \| - 2007: No clasificada - 2009: No clasificada - / 2011: No clasificada - / 2013: No clasificada - / 2015: No clasificada \| | | | |
| - 1948: No clasificada - 1950: No clasificada - 1951: No clasificada - 1955: No clasificada - 1958: No clasificada - 1963: No clasificada - 1967: No clasificada - 1971: 19º | - 1975: No clasificada - 1977: No clasificada - 1979: No clasificada - 1981: No clasificada - 1983: No clasificada - 1985: No clasificada - 1987: No clasificada - 1989: No clasificada | - 1991: No clasificada - 1993: No clasificada - 1995: No clasificada - 1997: No clasificada - 1999: No clasificada - 2001: No clasificada - 2003: No clasificada - / 2005: No clasificada | - 2007: No clasificada - 2009: No clasificada - / 2011: No clasificada - / 2013: No clasificada - / 2015: No clasificada |

| Copa Mundial          |
| --------------------- |
| - Sin participaciones |